# 高橋美貴
高橋 美貴（たかはし よしたか、1966年 -　）は、日本の歴史学者、東京農工大学教授。

## 来歴
群馬県生まれ。1989年東北大学文学部史学科卒、95年同大学院文学研究科博士後期課程修了、博士（文学）(博士論文の論題は「近世・近代移行期における漁村・漁政史の研究」)。
1996年新潟大学教育学部専任講師、97年助教授、98年教育人間科学部助教授、2000年東北大学大学院文学研究科助教授、2002年東京農工大学助教授、2007年准教授、2018年教授。

## 著書
- 『近世漁業社会史の研究 近代前期漁業政策の展開と成り立ち』清文堂出版 1995
- 『「資源繁殖の時代」と日本の漁業』山川出版社 日本史リブレット 2007
- 『近世・近代の水産資源と生業 保全と繁殖の時代』吉川弘文館 2013 オンデマンド版　2024　ISBN　9784642734592

共編
- 『近世南三陸の海村社会と海商』斎藤善之共編 清文堂出版 2010

## 参考
- [ISBN　978-4-642-03459-3]
- J-GLOBAL
- 東京農工大学